# Claude d’Orléans-Longueville
Claude d’Orléans (* 1508; † 9. November 1524 bei der Belagerung von Pavia) war ein französischer Adliger und Militär. Er war von 1516 bis 1524 3. Herzog von Longueville, 2. souveräner Graf von Neuenburg, 6. Graf von Dunois, Tancarville, Montgommery etc. sowie Großkammerherr von Frankreich.

## Leben
Claude d’Orléans war de älteste Sohn von Louis I. (* 1480; † 1516), Herzog von Longueville, und Johanna von Hachberg-Sausenberg, souveräne Gräfin von Neuenburg († 1543).
Er war als Ehemann seiner Cousine Renée d’Orléans vorgesehen, der Erbtochter von François I. d’Orléans, die benötigte Dispens wurde im Jahr 1513 erteilt.
1519 wurde er als Nachfolger seines 1516 gestorbenen Vaters Großkammerherr von Frankreich. 1521 wurde er Kapitän von 60 Lanzen. 1524 wurde er Generalleutnant der französischen Truppen in Italien. Er starb bei der Belagerung von Pavia durch einen Musketenschuss in die Schulter. Nach Père Anselme war er auch Pair von Frankreich.
Claude d’Orléans hatte mit einer unbekannten Frau einen unehelichen Sohn, Claude bâtard de Longueville, der Marie de la Bessière-Chambors heiratete; Tochter aus dieser Ehe war Jacqueline d’Orléans-Longueville, die am 23./24. November 1575 in Châlons-en-Champagne Pierre de Brisay, Seigneur de Denonville (* 20. Februar 1523; † 1. Juni 1582) heiratete.